# بير ألوان (أرشق)
بیر ألوان (بالفارسية: پیرالوان) هي منطقة سكنية تقع في إيران في قسم أرشق الشرقي الريفي. يقدر عدد سكانها بـ 60 نسمة .